# México en el Campeonato Mundial de Natación de 2017
México  en el Campeonato Mundial de Natación de 2017 en Budapest, Hungría de 14 julio a 30 julio.

## Medallistas
| Medalla | Nombre                           | Deporte            | Acontecimiento              | Fecha      |
| ------- | -------------------------------- | ------------------ | --------------------------- | ---------- |
|         | Viviana del Ángel Rommel Pacheco | Clavados           | Equipo mixto                | 18-07-2017 |
|         | Adriana Jiménez                  | Clavados de Altura | Clavados de Altura Femenino | 29-07-2017 |

## Clavados
México inscribió a 16 clavadistas (nueve hombres y siete mujeres).
Hombres
| Atleta                          | Evento                       | Preliminaries | Preliminaries | Semifinales | Semifinales | Final     | Final     |
| Atleta                          | Evento                       | Puntos        | Rank          | Puntos      | Rank        | Puntos    | Rank      |
| ------------------------------- | ---------------------------- | ------------- | ------------- | ----------- | ----------- | --------- | --------- |
| Jahir Ocampo                    | 1 m trampolín                | 361.05        | 11 Q          |             |             | 379.00    | 8         |
| Adán Zúñiga                     | 1 m trampolín                | 322.80        | 27            |             |             | No avanzó | No avanzó |
| Jahir Ocampo                    | 3 m trampolín                | 444.95        | 7 Q           | 427.15      | 11 Q        | 487.15    | 6         |
| Rommel Pacheco                  | 3 m trampolín                | 431.75        | 10 Q          | 478.90      | 3 Q         | 501.60    | 4         |
| Andrés Villarreal               | 10 m plataforma              | 414.55        | 13 Q          | 379.95      | 16          | No avanzó | No avanzó |
| Randal Willars                  | 10 m plataforma              | 441.85        | 8 Q           | 463.25      | 9 Q         | 452.35    | 9         |
| Rodrigo Diego López Adán Zúñiga | 3 m trampolín sincronizado   | 383.88        | 10 Q          |             |             | 397.17    | 7         |
| José Balleza Kevin Berlín       | 10 m plataforma sincronizada | 411.72        | 6 Q           |             |             | 378.48    | 10        |

Mujeres
| Atleta                            | Acontecimiento               | Preliminaries | Preliminaries | Semifinales | Semifinales | Final     | Final     |
| Atleta                            | Acontecimiento               | Puntos        | Rank          | Puntos      | Rank        | Puntos    | Rank      |
| --------------------------------- | ---------------------------- | ------------- | ------------- | ----------- | ----------- | --------- | --------- |
| Arantxa Chávez                    | 1 m trampolín                | 249.50        | 11 Q          |             |             | 272.30    | 10        |
| Dolores Hernández                 | 1 m trampolín                | 246.90        | 12 Q          |             |             | 257.20    | 11        |
| Arantxa Chávez                    | 3 m trampolín                | 266.10        | 18 Q          | 278.25      | 15          | No avanzó | No avanzó |
| Dolores Hernández                 | 3 m trampolín                | 293.00        | 9 Q           | 285.05      | 14          | No avanzó | No avanzó |
| Gabriela Agúndez                  | 10 m plataforma              | 310.95        | 11 Q          | 297.35      | 15          | No avanzó | No avanzó |
| Montserrat Gutiérrez              | 10 m plataforma              | 247.05        | 32            | No avanzó   | No avanzó   | No avanzó | No avanzó |
| Arantxa Chávez Melany Hernández   | 3 m trampolín sincronizado   | 274.62        | 7 Q           |             |             | 279.27    | 10        |
| Gabriela Agúndez Samantha Jiménez | 10 m plataforma sincronizada | 284.46        | 8 Q           |             |             | 290.58    | 9         |

Mixto
| Atleta                           | Evento                       | Final  | Final            |
| Atleta                           | Evento                       | Puntos | Rank             |
| -------------------------------- | ---------------------------- | ------ | ---------------- |
| Arantxa Chávez Julián Sánchez    | 3 m trampolín sincronizado   | 223.80 | 13               |
| Viviana del Ángel Randal Willars | 10 m plataforma sincronizada | 301.08 | 9                |
| Viviana del Ángel Rommel Pacheco | Equipo Mixto                 | 402.35 | Medalla de plata |

## Clavados de altura
México calificó dos hombres y una mujer en los clavados de altura.
| Atleta           | Evento                       | Puntos | Rank             |
| ---------------- | ---------------------------- | ------ | ---------------- |
| Sergio Guzmán    | Clavados de Altura Masculino | 329.00 | 12               |
| Jonathan Paredes | Clavados de Altura Masculino | 343.25 | 8                |
| Adriana Jiménez  | Clavados de Altura Femenino  | 308.90 | Medalla de plata |

## Natación de aguas abiertas
México ha calificado a seis nadadores de aguas abiertas, tres hombres y tres mujeres.
| Atleta                                                            | Acontecimiento  | Tiempo    | Rango |
| ----------------------------------------------------------------- | --------------- | --------- | ----- |
| Fernando Betanzos                                                 | 5 km Masculino  | 57:04.2   | 46    |
| Fernando Betanzos                                                 | 10 km Masculino | 1:58:16.0 | 47    |
| Arturo Pérez Vertti                                               | 10 km Masculino | 2:00:53.4 | 52    |
| Alfredo Villa                                                     | 5 km Femenino   | 59:14.5   | 50    |
| Martha Aguilar                                                    | 5 km Femenino   | 1:02:04.9 | 36    |
| Martha Aguilar                                                    | 10 km Femenino  | 2:08:35.2 | 38    |
| María José Mata                                                   | 5 km Femenino   | 1:02:02.5 | 31    |
| Martha Sandoval                                                   | 10 km Femenino  | 2:17:48.2 | 53    |
| María José Mata Martha Sandoval Arturo Pérez Vertti Alfredo Villa | Equipo mixto    | 58:32.5   | 17    |

## Natación
México calificó a 4 hombres, 6 mujeres, un equipo de relevos femenino y un equipo de relevos mixto en un total de 23 pruebas
Hombres
| Atleta         | Evento                  | Hits     | Hits | Semifinal | Semifinal | Final     | Final     |
| Atleta         | Evento                  | Tiempo   | Rank | Tiempo    | Rank      | Tiempo    | Rank      |
| -------------- | ----------------------- | -------- | ---- | --------- | --------- | --------- | --------- |
| Miguel de Lara | 50 m braza              | 28.29    | 40   | No avanzó | No avanzó | No avanzó | No avanzó |
| Miguel de Lara | 100 m braza             | 1:01.93  | 37   | No avanzó | No avanzó | No avanzó | No avanzó |
| Miguel de Lara | 200 m braza             | 2:13.35  | 23   | No avanzó | No avanzó | No avanzó | No avanzó |
| José Martínez  | 100 m mariposa          | 54.50    | 50   | No avanzó | No avanzó | No avanzó | No avanzó |
| José Martínez  | 200 m individual medley | 2:06.00  | 36   | No avanzó | No avanzó | No avanzó | No avanzó |
| Daniel Ramírez | 50 m freestyle          | 23.19    | 57   | No avanzó | No avanzó | No avanzó | No avanzó |
| Daniel Ramírez | 100 m freestyle         | 50.54    | 55   | No avanzó | No avanzó | No avanzó | No avanzó |
| Ricardo Vargas | 400 m freestyle         | 3:53.63  | 31   |           |           | No avanzó | No avanzó |
| Ricardo Vargas | 800 m freestyle         | 8:04.17  | 22   |           |           | No avanzó | No avanzó |
| Ricardo Vargas | 1500 m freestyle        | 15:24.79 | 27   |           |           | No avanzó | No avanzó |
| Ricardo Vargas | 400 m individual medley | 4:30.37  | 32   |           |           | No avanzó | No avanzó |

Mujeres
| Atleta                                                           | Evento                  | Hits    | Hits  | Semifinal | Semifinal | Final     | Final     |
| Atleta                                                           | Evento                  | Tiempo  | Rango | Tiempo    | Rango     | Tiempo    | Rango     |
| ---------------------------------------------------------------- | ----------------------- | ------- | ----- | --------- | --------- | --------- | --------- |
| Esther González                                                  | 200 m braza             | 2:28.71 | 18    | No avanzó | No avanzó | No avanzó | No avanzó |
| Fernanda González                                                | 50 m backstroke         | 28.67   | 28    | No avanzó | No avanzó | No avanzó | No avanzó |
| Fernanda González                                                | 100 m backstroke        | 1:02.03 | 28    | No avanzó | No avanzó | No avanzó | No avanzó |
| Fernanda González                                                | 200 m backstroke        | 2:17.03 | 26    | No avanzó | No avanzó | No avanzó | No avanzó |
| Monika González                                                  | 200 m individual medley | 2:16.11 | 27    | No avanzó | No avanzó | No avanzó | No avanzó |
| Monika González                                                  | 400 m individual medley | 4:48.00 | 21    |           |           | No avanzó | No avanzó |
| Liliana Ibáñez                                                   | 50 m freestyle          | 25.84   | 36    | No avanzó | No avanzó | No avanzó | No avanzó |
| Liliana Ibáñez                                                   | 100 m freestyle         | 57.40   | 40    | No avanzó | No avanzó | No avanzó | No avanzó |
| Ayumi Macías                                                     | 800 m freestyle         | 9:08.78 | 34    |           |           | No avanzó | No avanzó |
| María José Mata                                                  | 200 m mariposa          | 2:12.82 | 24    | No avanzó | No avanzó | No avanzó | No avanzó |
| Esther González Fernanda González Liliana Ibáñez María José Mata | 4 × 100 m relevo medley | 4:12.04 | 16    |           |           | No avanzó | No avanzó |

Mixto
| Atleta                                                         | Evento                        | Hits    | Hits  | Final     | Final     |
| Atleta                                                         | Evento                        | Tiempo  | Rango | Tiempo    | Rango     |
| -------------------------------------------------------------- | ----------------------------- | ------- | ----- | --------- | --------- |
| Miguel de Lara Daniel Ramírez Fernanda González Liliana Ibáñez | 4 × 100 m relevo medley mixto | 3:54.74 | 11    | No avanzó | No avanzó |

## Nado sincronizado
El equipo de México en nado sincronizado constó de 12 atletas en 6 pruebas (12 mujeres).
Mujeres
| Atleta | Evento                      | Preliminaries | Preliminaries | Final   | Final |
| Atleta | Evento                      | Puntos        | Rank          | Puntos  | Rank  |
| --- | --------------------------- | ------------- | ------------- | ------- | ----- |
| Joana Jiménez | Solo rutina técnica         | 82.0066       | 10 Q          | 82.4507 | 10    |
| Karem Achach Nuria Diosdado | Dúo rutina técnica          | 84.8320       | 10 Q          | 85.2599 | 10    |
| Karem Achach Nuria Diosdado | Dúo rutina libre            | 86.4333       | 10 Q          | 86.5333 | 10    |
| Karem Achach Regina Alférez Teresa Alonso Nuria Diosdado Samantha Flores (R) Joana Jiménez Luisa Rodríguez Jessica Sobrino Ana Soto Lara (R) Amaya Velázquez                           | Equipo rutina técnica       | 85.4788       | 8 Q           | 85.9664 | 8     |
| Karem Achach Regina Alférez Teresa Alonso Nuria Diosdado Joana Jiménez Wendy Mayor (R) Luisa Rodríguez Jessica Sobrino Ana Soto Lara (R) Amaya Velázquez                               | Equipo rutina libre         | 87.9000       | 8 Q           | 87.9000 | 8     |
| Karem Achach (R) Regina Alférez Teresa Alonso Nuria Diosdado (R) Samantha Flores Joana Jiménez Madison López Wendy Mayor Luisa Rodríguez Jessica Sobrino Ana Soto Lara Amaya Velázquez | Combinación rutinaria libre | 87.5333       | 6 Q           | 88.7333 | 6     |

 Leyenda: (R) = Atleta de Reserva